# La Romagne (Maine y Loira)
La Romagne es una comuna francesa situada en el departamento de Maine y Loira, en la región de Países del Loira.

## Demografía
| 1037 | 1048 | 1182 | 1434 | 1603 | 1587 | 1947 |
| Para los censos de 1962 a 1999 la población legal corresponde a la población sin duplicidades (Fuente: INSEE [Consultar]) |      |      |      |      |      |      |